# Röthenhof
Röthenhof ist ein Gemeindeteil der Gemeinde Haundorf im Landkreis Weißenburg-Gunzenhausen (Mittelfranken, Bayern). Röthenhof liegt in der Gemarkung Gräfensteinberg.

## Lage
Der Weiler liegt im Fränkischen Seenland, ca. 700 m vom westlichen Ufer des Kleinen Brombachsees entfernt. 150 m südlich fließt der Röthenhofer Bach und mündet beim benachbarten Müssighof in den Brombachsee.

## Geschichte
Im historischen Werk Der Retzatkreis des Königreichs Bayern von 1829 wird Röthenhof als Einöde mit zwei Häusern und 20 Bewohnern beschrieben. Es gehörte zur Pfarrei Absberg. 1846 gab es drei Häuser, drei Familien und 14 Bewohner.
Bis zur Gebietsreform war Röthenhof ein Gemeindeteil der Gemeinde Gräfensteinberg, diese wurde 1972 nach Haundorf eingemeindet. Seit 1997 ist Gräfensteinberg mit seinen ehemaligen Gemeindeteilen, also auch Röthenhof, staatlich anerkannter Erholungsort.